# Delta G Scientific Company
Delta G Scientific Company war eine von vier Scheinfirmen, die im April 1982 von dem südafrikanischen Apartheidsregime im Rahmen des hoch-geheimen Project Coast gegründet wurden. Geschäftsführer war Philip Mijburgh, ein Neffe des damaligen Verteidigungsministers Magnus Malan. Die anderen Firmen waren Roodeplaat Research Laboratories, Protechnik und Infladel. Alle vier Firmen unterstanden den südafrikanischen Streitkräften South African Defence Force und wurden unter anderem von Wouter Basson, auch als Dr. Death („Dr. Tod“) bekannt, geleitet. Delta G, wie die Firma allgemein bekannt war, sollte chemische Kampfstoffe entwickeln. Diese wurden in drei Gruppen unterteilt: die tödlichen, solche, die kampfunfähig machen, und Reizstoffe. So wurden z. B. größere Mengen von Ecstacy, Kokain und Tränengas hergestellt.
Als Project Coast Ende der 1980er Jahre zurückgefahren wurde, wurde die Firma privatisiert und ging 1989 an Medchem Consolidated Investments, selbst eine ehemalige Scheinfirma.
Seit 1997 gehört Delta G zu Dow Sentrachem.